# Ceanothus pinetorum
Ceanothus pinetorum là một loài thực vật có hoa trong họ Táo. Loài này được Coult. mô tả khoa học đầu tiên năm 1893.